# PR-573
A Rodovia PR-573 é uma estrada pertencente ao governo do Paraná, que faz a ligação entre as cidades de Corbélia e Braganey.

## Denominação
- Rodovia Padre Paulo, em toda a sua extensão, de acordo com a Lei Estadual 12.025 de 30/01/1998.[1]

## Trechos da Rodovia
A rodovia possui uma extensão total de aproximadamente 23,2 km, podendo ser dividida em 2 trechos, conforme listados a seguir:
| Ponto de referência             | Extensão do trecho | Extensão acumulada | Situação    |
| ------------------------------- | ------------------ | ------------------ | ----------- |
| Entroncamento BR-369 (Corbélia) | ---                | 0 km               | ---         |
| Início da pista dupla           | 20,7 km            | 20,7 km            | Pavimentado |
| Entroncamento PR-474 (Braganey) | 2,5 km             | 23,2 km            | Duplicado   |

Extensão construída: 23,2 km (100,00%)
Extensão pavimentada: 2,5 km (10,78%)